# Grenier à sel de Paris
Le grenier à sel de Paris, également appelé Gabelle de Paris, est un ancien entrepôt pour le sel de gabelle situé à Paris. Il était situé à l'angle de la rue des Orfèvres et de la rue Saint-Germain-l'Auxerrois  dans l'actuel 1er arrondissement. Construit en 1698, il est détruit en 1909.
Ce grenier ne doit pas être confondu avec un second grenier à sel qui n'avait qu'un rôle de stockage et non plus fiscal, qui fut établi vers 1820 sur les terrains de l'ancien jardin de l'Hôtel de Beaumarchais du nos 12 à 22 boulevard Beaumarchais et fut détruit en 1841 pour construire les immeubles entre ce boulevard et la rue Amelot.

## Situation
Le grenier à sel de Paris était situé à l'angle no 6 rue Saint-Germain-l'Auxerrois et nos 2-4 rue des Orfèvres, à l'emplacement actuel de l'école maternelle Saint-Germain-l'Auxerrois.

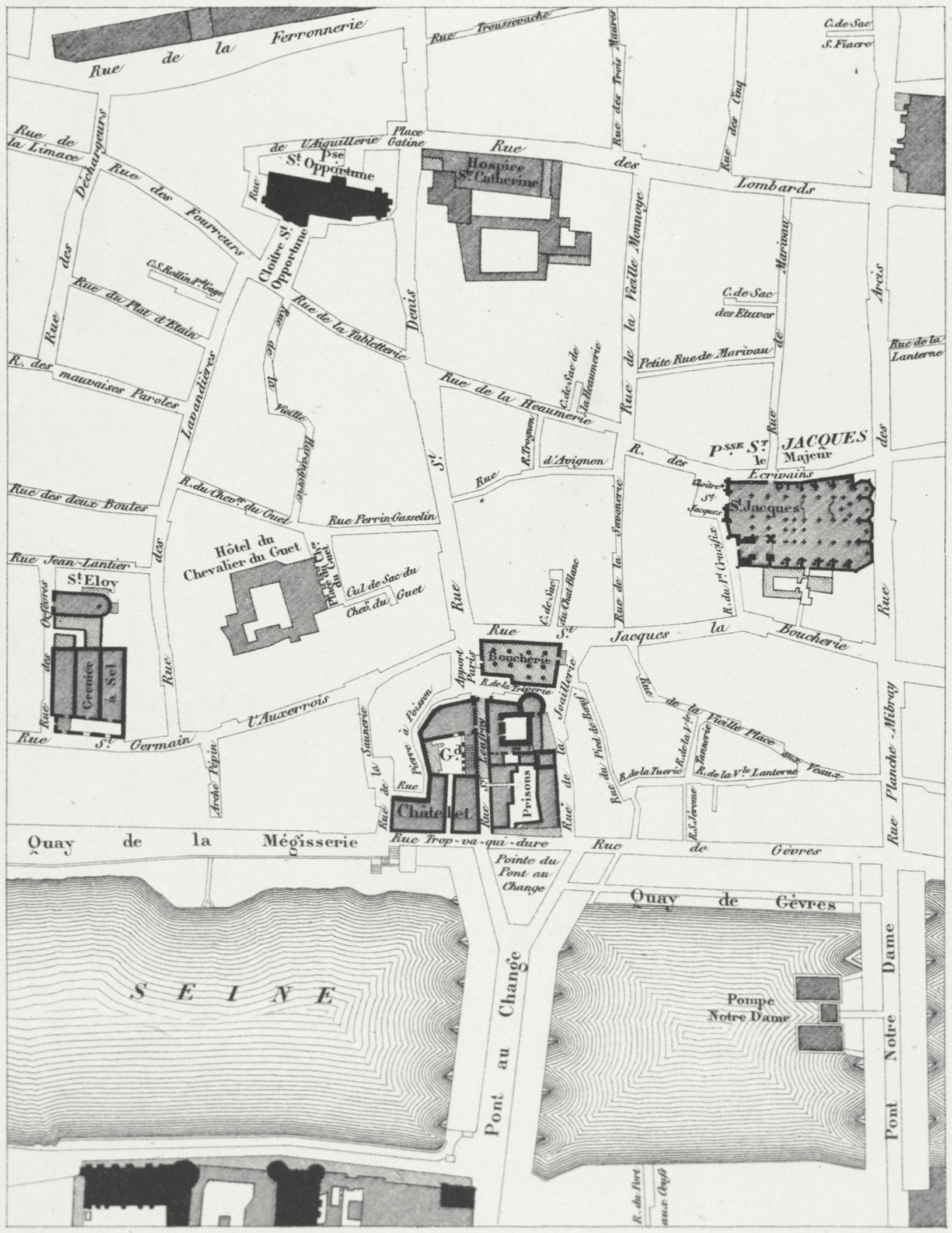
Carte de 1750 ou l'on voit l'emplacement du Grenier à sel de Paris.

## Historique
Les greniers à sel royaux apparaissent au XIVe siècle pour contrôler la vente du sel et permettre de recevoir la gabelle. Le premier grenier à sel de Paris est d'abord situé rue de la Saunerie à l'emplacement où est construit au XIXe siècle le grand magasin À la Belle Jardinière.
En 1698, les moines de l'abbaye de Joyenval cèdent à la Ferme royale les biens leur appartenant entre la chapelle des Orfèvres et la rue Saint-Germain-l'Auxerrois. Cette propriété était l'emplacement de l'ancien hôtel particulier que Barthélemy de Roye, fondateur de Joyenval, avait cédé à cette abbaye en 1224.
La Ferme royale fait construire à cet emplacement un bâtiment constitué de trois entrepôts contigus, où l'on stockait le sel arrivé par voie fluviale au port au Sel situé quai de la Saunerie :
- le grenier de l'Abbaye, où l'on voyait les armoiries de l'abbaye de Joyenval ;
- le grenier au Soleil, où l'on voyait les armoiries de la France, du Roi-Soleil ;
- le grenier de l'Évêque, où l'on voyait les armoiries de Paul Godet des Marais, évêque de Chartres, diocèse auquel l'abbaye de Joyenval fut réunie en 1698.

La façade principale se trouvait légèrement en retrait sur la rue Saint-Germain-l'Auxerrois. Sous la cour constituée entre la façade et la rue, se trouvait une cave louée à des marchands de vin. Une seconde entrée annexe se trouvait rue des Orfèvres. 
Les entrepôts étaient surélevés par rapport à la rue.

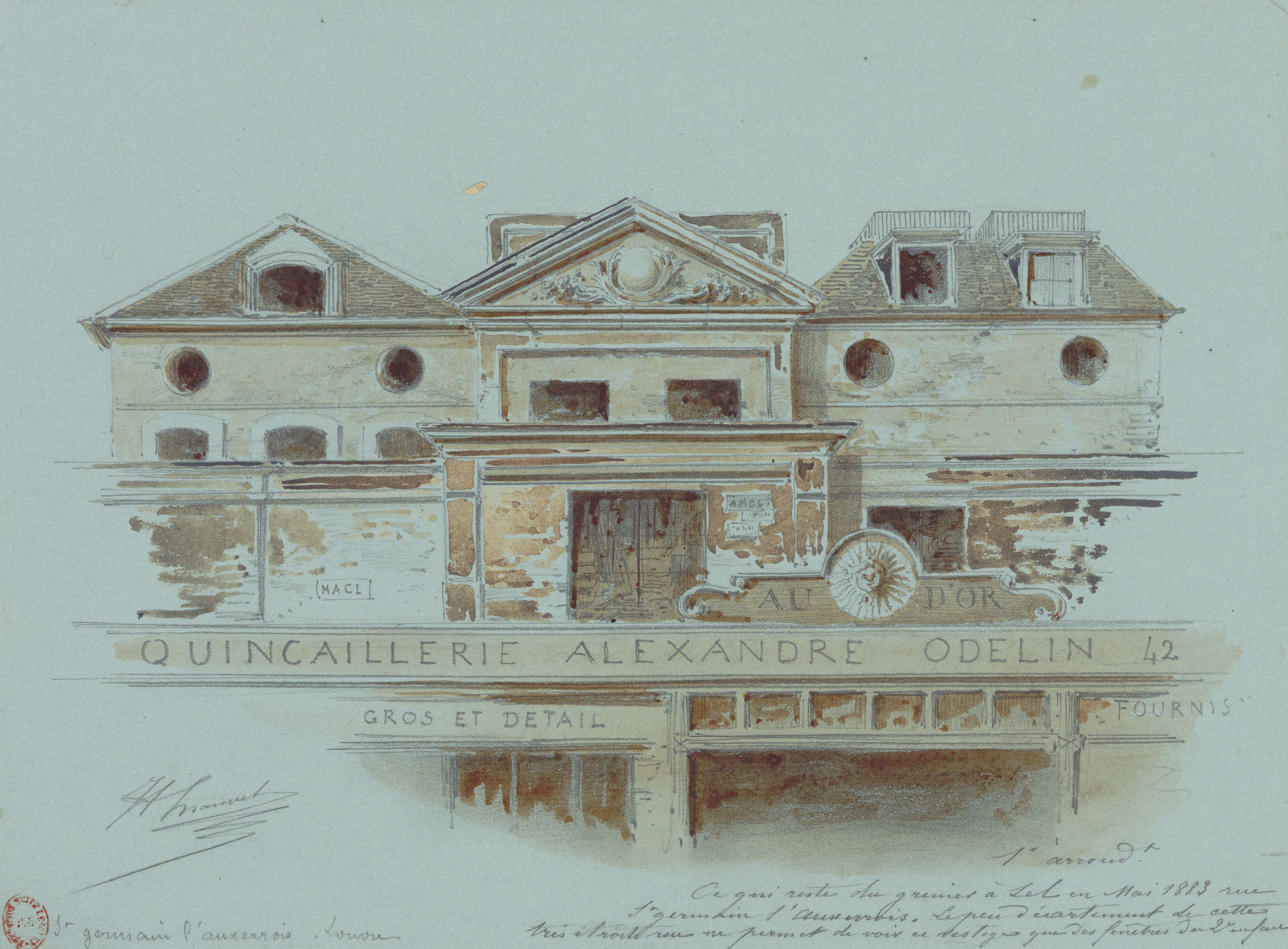
Détail du fronton du grenier en 1883.
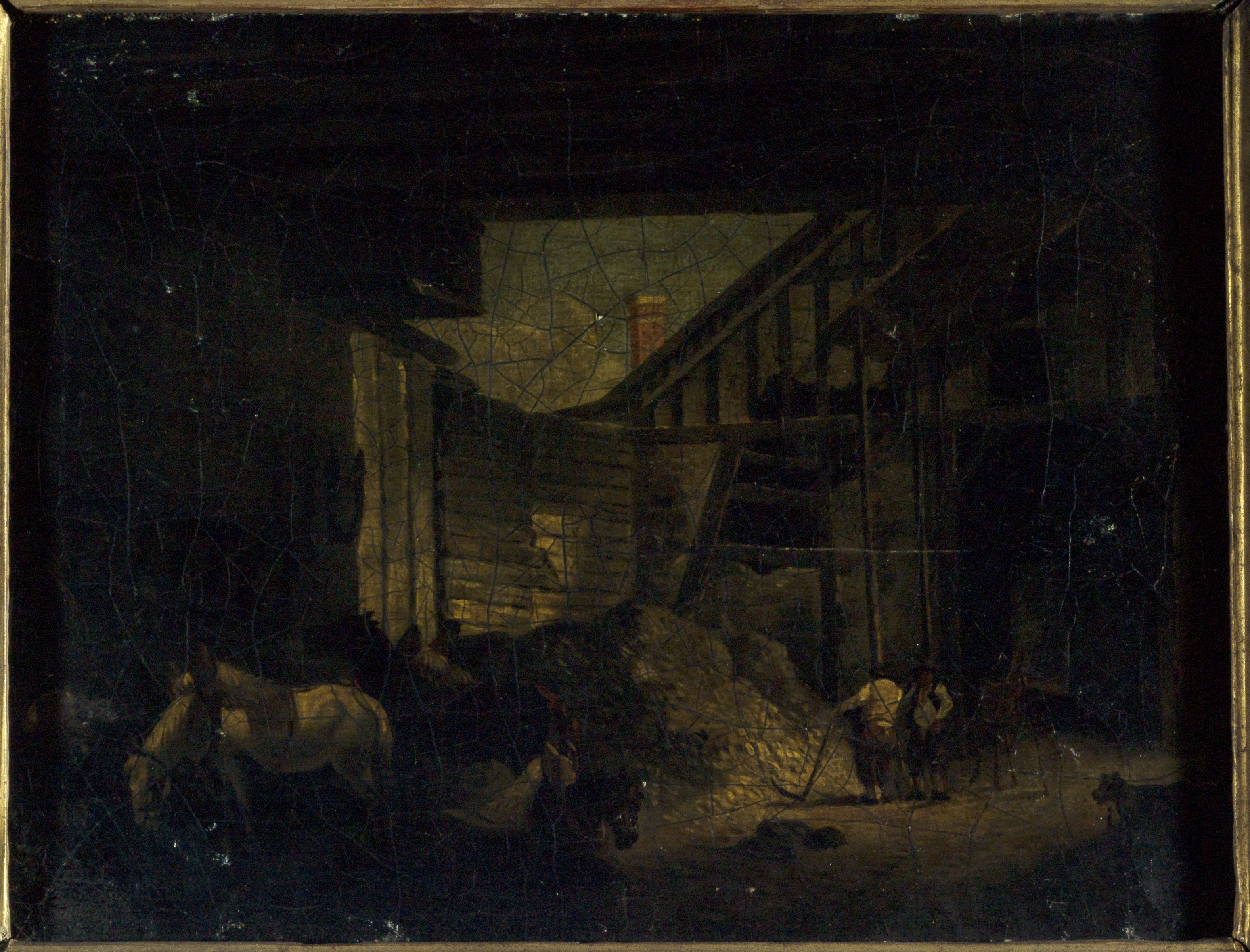
L'intérieur du grenier vers 1770.

L'activité du grenier à Sel de Paris s’étendait au territoire de Paris, mais également de sa banlieue. Son action était limitée par les ressorts respectifs des greniers à sel de Brie-Comte-Robert, de Lagny, de Senlis, de Pontoise, de Poissy, de Versailles et d'Étampes.
Le bâtiment fut versé au domaine public en mai 1791. Le grenier à Sel cessa de fonctionner à la Révolution Française. Le bâtiment est alors en mauvais état. En 1811, la façade sur la rue Saint-Germain-l'Auxerrois menace de s'effondrer et sa démolition est prévue, mais non réalisée. Les bâtiments furent tout d'abord loués avant d'être finalement vendus en 1818. Le bâtiment subit alors de profondes modifications. La toiture du grenier du Soleil est ainsi retirée et ce dernier est transformé en cour. Des bâtiments sont également construits dans la cour devant la façade principale. Au début du XXe siècle, la Commission du Vieux Paris estime qu’ « il ne subsiste de souvenir intéressant — en dehors de la masse du gros œuvre — que la partie supérieure de la façade portant le fronton et le soleil ». Le bâtiment est démoli en 1909. 
L'actuelle école maternelle Saint-Germain-l'Auxerrois est construite à son emplacement. Les éléments du fronton et notamment le soleil sont préservés et entreposés dans le square Georges-Cain  à côté du musée Carnavalet.

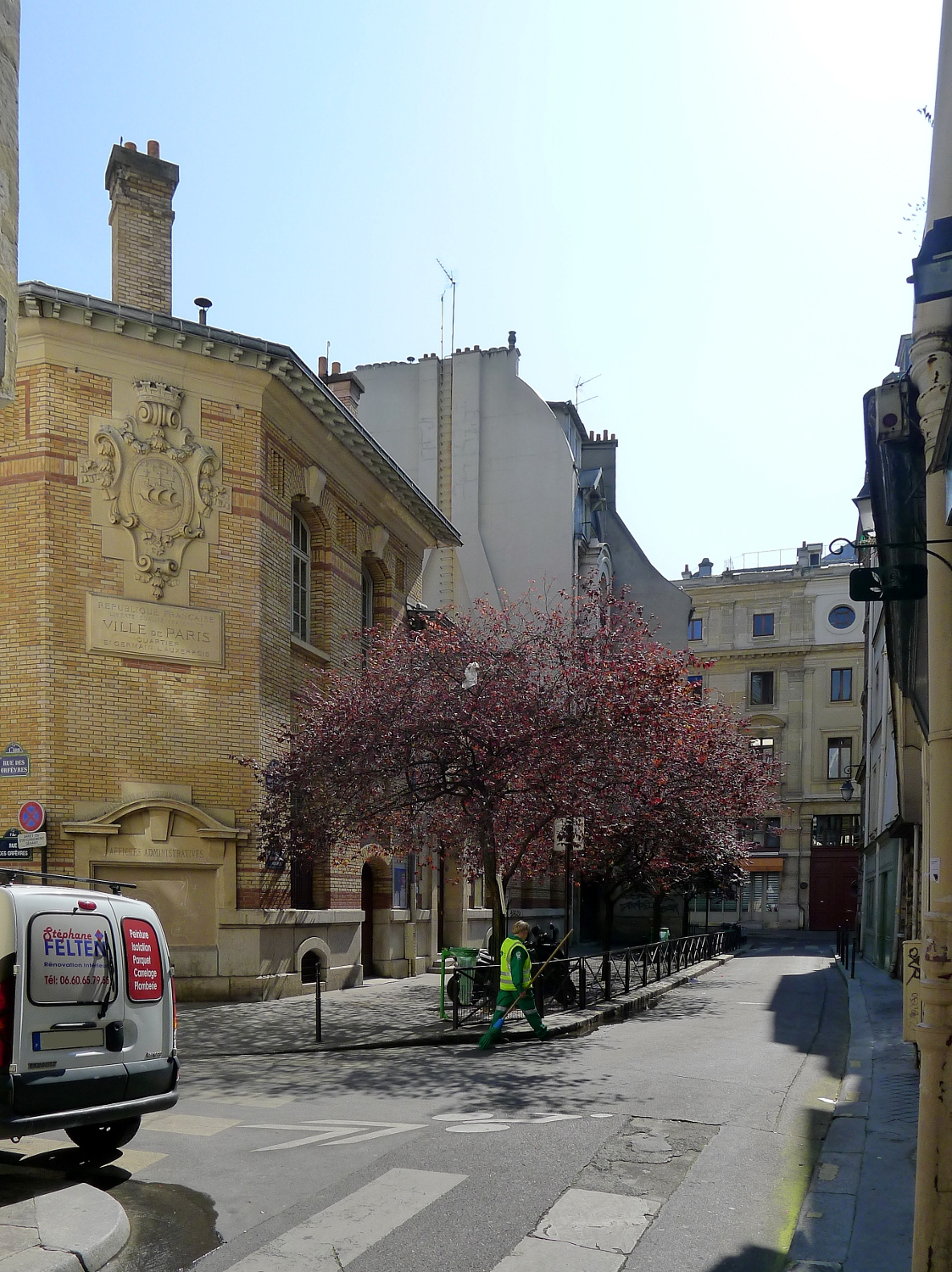
École construite à l'emplacement du grenier.
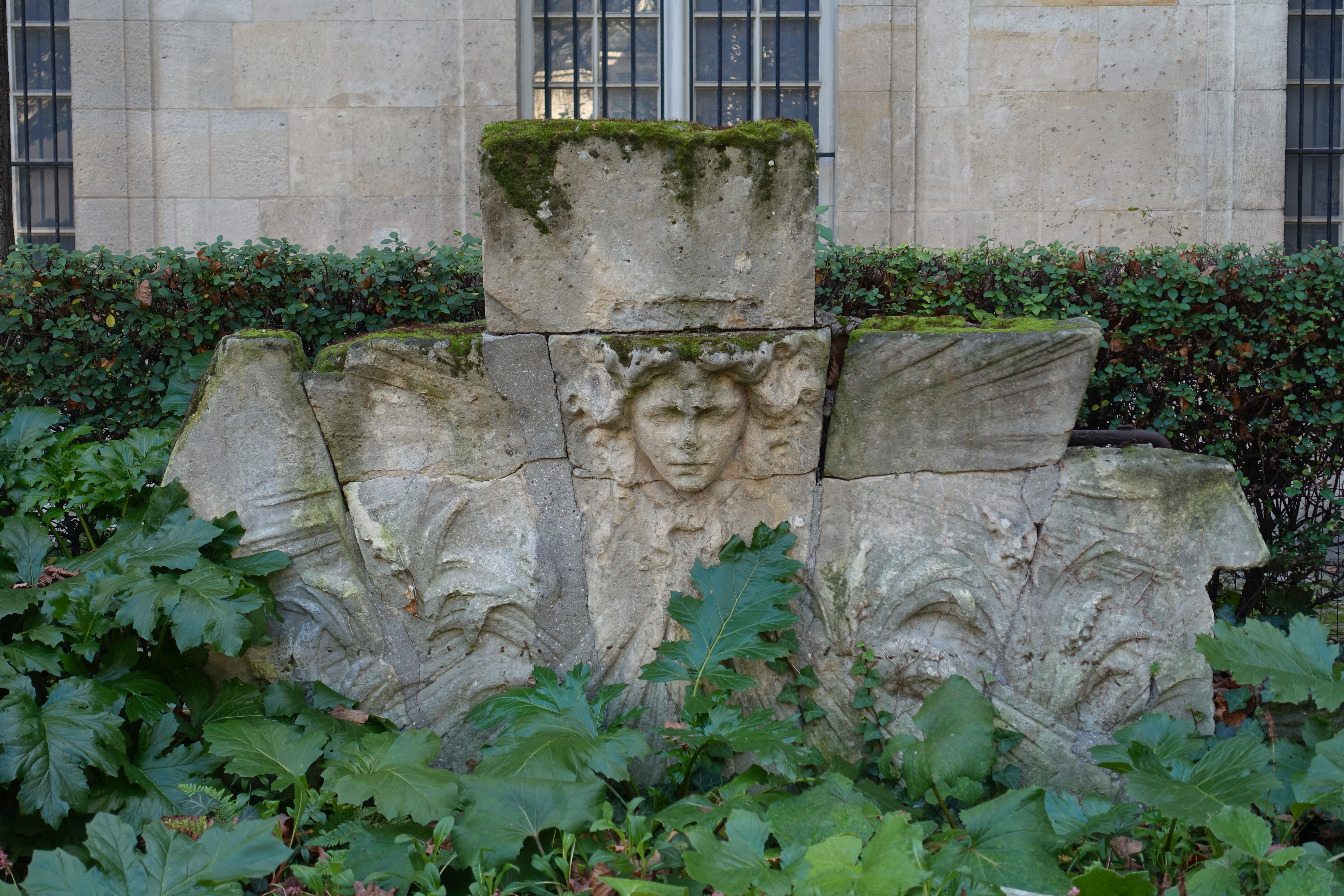
Vestige du grenier dans le square Georges-Cain.